# Primetime-Emmy-Verleihung 2015

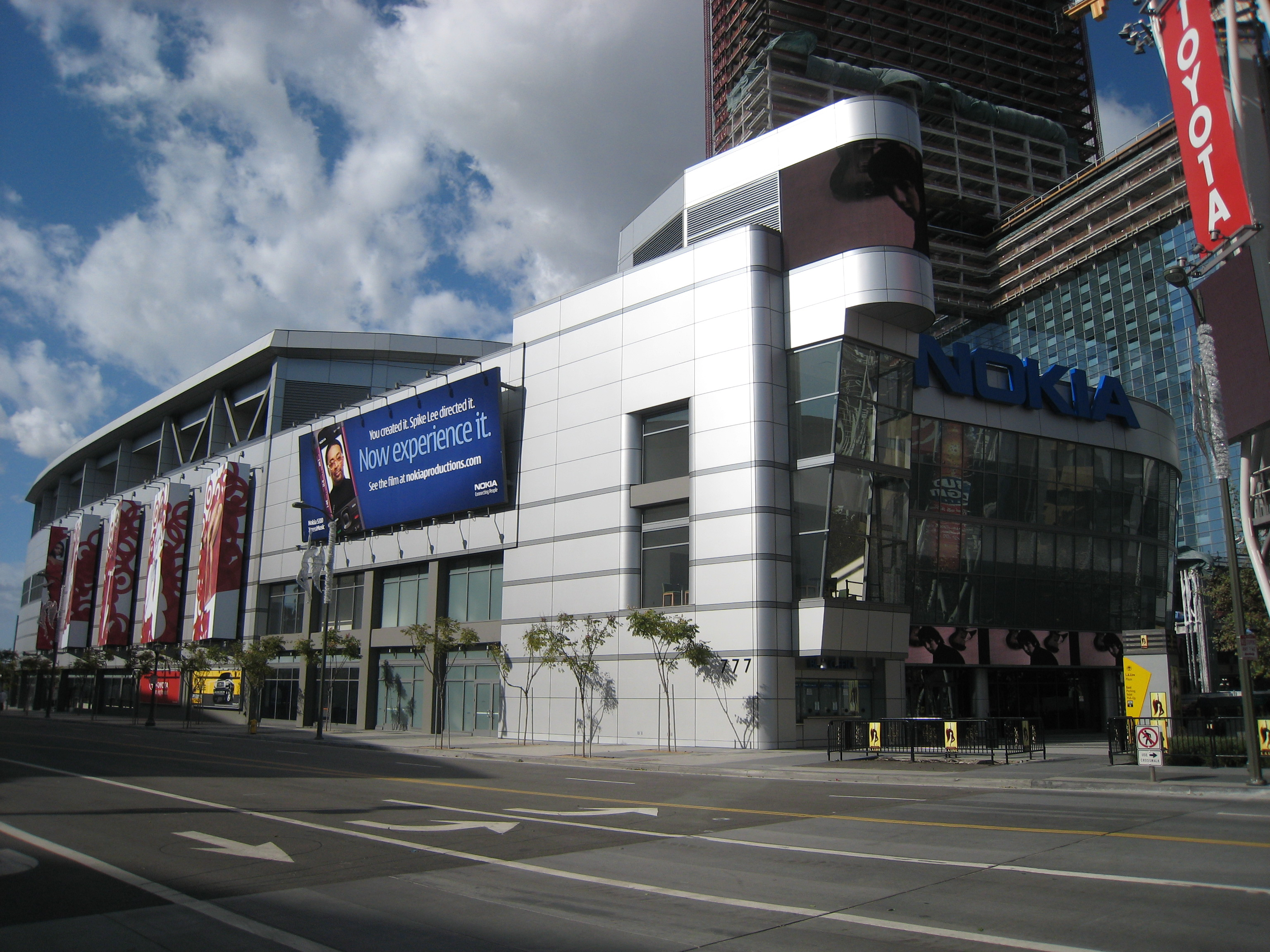
Das Microsoft Theater, Veranstaltungsort der Emmy-Verleihung 2015

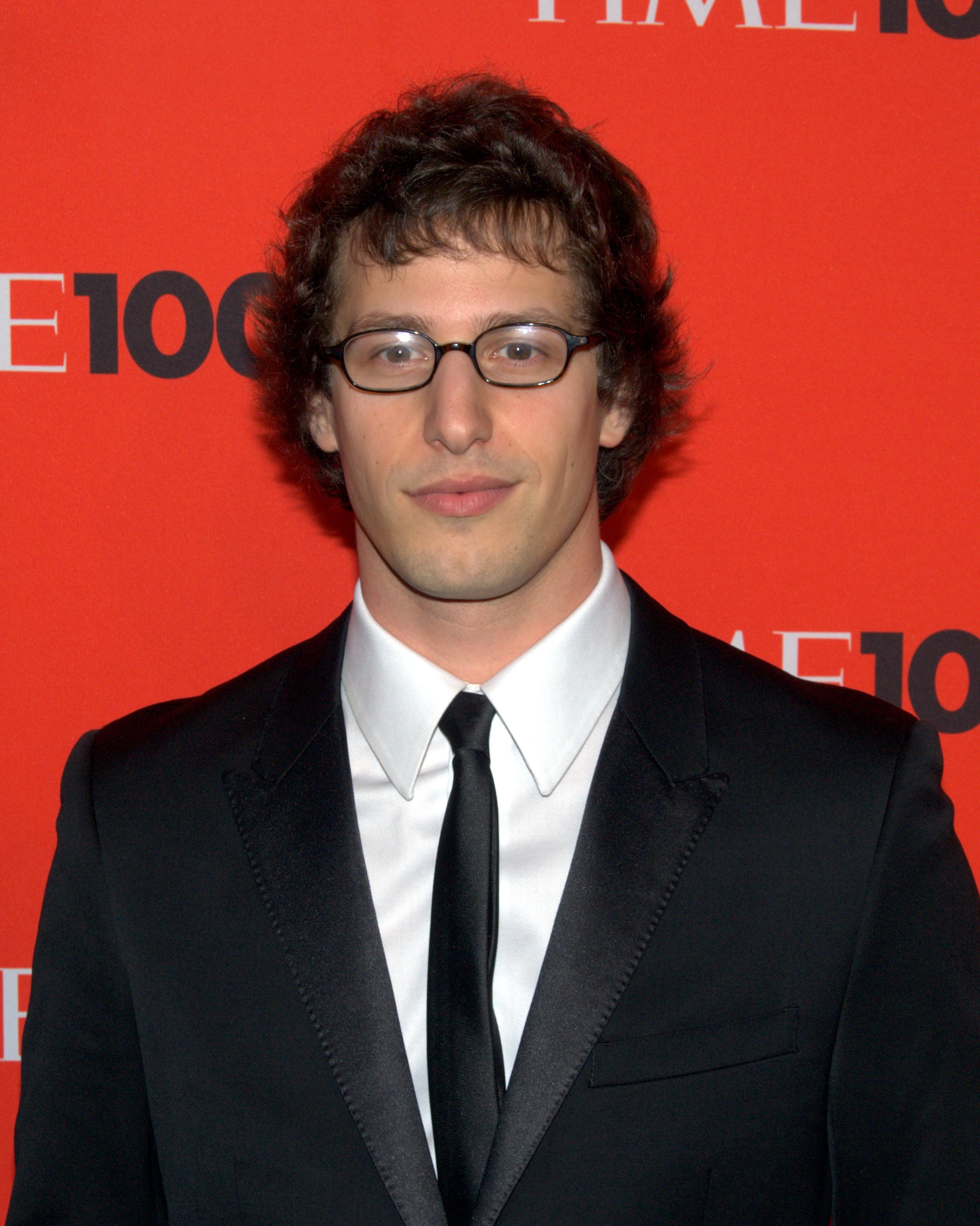
Andy Samberg, Moderator der Verleihung

Die 67. Emmy-Verleihung in der Sparte Prime Time (im Original: 67th Primetime Emmy Awards) fand am 20. September 2015 im Microsoft Theater, einem Theater in Los Angeles, Kalifornien, statt. Die Nominierungen waren am 16. Juli 2015 bekanntgegeben worden. Berücksichtigt wurden dabei Programme, die im Zeitraum vom 1. Juni 2014 bis zum 31. Mai 2015 ausgestrahlt wurden. In den Vereinigten Staaten wurde die Preisverleihung vom Sender Fox ausgestrahlt. Der Comedian und Schauspieler Andy Samberg moderierte die Veranstaltung.
Zuvor wurden am 12. September 2015 die Creative Arts Emmy Awards vergeben. Sie ehren Fernsehschaffende in technischen Kategorien wie Szenenbild, Kostüme, Kamera oder Schnitt.

## Regeländerungen
Die Academy gab für die 67. Emmy-Verleihung folgende Regeländerungen bekannt:
- Die Anzahl an Nominierungen in den Kategorien Beste Comedy- und Beste Dramaserie steigt von 6 auf 7.
- Die Unterscheidung zwischen Comedy- und Dramaserien findet nach der durchschnittlichen Episodenlänge statt. Serien, die auf 30 Minuten kommen, sind Comedyserien, Serien mit längerer Laufzeit je Episode sind Dramaserien. Allerdings steht den Produzenten der Weg über ein Gremium offen, bestehend aus fünf von der Academy ernannten Branchenführern und vier Beauftragten des Board of Governors, das über eine abweichende Einordnung entscheidet. Nötig dafür ist allerdings eine Zweidrittelmehrheit.
- Eine Miniserie wird als Serie mit mindestens zwei Episoden und einer Gesamtlaufzeit von mindestens 150 Minuten definiert. Sie muss eine vollständige, nicht wiederholende Geschichte erzählen und keine weiterführenden Handlungen und/oder Hauptfiguren in den nachfolgenden Staffeln haben.
- Als Gastdarsteller wird ein Schauspieler definiert, der in weniger als 50 Prozent der Episoden der Serie auftrat.

## Preisträger und Nominierte

### Sparte Comedy

#### Beste Comedyserie
Veep – Die Vizepräsidentin (Veep)
- Louie
- Modern Family
- Parks and Recreation
- Silicon Valley
- Transparent
- Unbreakable Kimmy Schmidt

#### Bester Hauptdarsteller in einer Comedyserie
Jeffrey Tambor – Transparent
- Anthony Anderson – Black-ish
- Louis C.K. – Louie
- Don Cheadle – House of Lies
- Will Forte – The Last Man on Earth
- Matt LeBlanc – Episodes
- William H. Macy – Shameless

#### Beste Hauptdarstellerin in einer Comedyserie
Julia Louis-Dreyfus – Veep – Die Vizepräsidentin (Veep)
- Edie Falco – Nurse Jackie
- Lisa Kudrow – The Comeback
- Amy Poehler – Parks and Recreation
- Amy Schumer – Inside Amy Schumer
- Lily Tomlin – Grace and Frankie

#### Bester Nebendarsteller in einer Comedyserie
Tony Hale – Veep – Die Vizepräsidentin (Veep)
- Andre Braugher – Brooklyn Nine-Nine
- Adam Driver – Girls
- Keegan-Michael Key – Key & Peele
- Ty Burrell – Modern Family
- Tituss Burgess – Unbreakable Kimmy Schmidt

#### Beste Nebendarstellerin in einer Comedyserie
Allison Janney – Mom
- Niecy Nash – Getting On – Fiese alte Knochen (Getting On)
- Julie Bowen – Modern Family
- Kate McKinnon – Saturday Night Live
- Mayim Bialik – The Big Bang Theory
- Gaby Hoffmann – Transparent
- Jane Krakowski – Unbreakable Kimmy Schmidt
- Anna Chlumsky – Veep – Die Vizepräsidentin (Veep)

#### Bester Gastdarsteller in einer Comedyserie
Bradley Whitford – Transparent
- Mel Brooks – The Comedians
- Paul Giamatti – Inside Amy Schumer
- Bill Hader – Saturday Night Live
- Louis C.K. – Saturday Night Live
- Jon Hamm – Unbreakable Kimmy Schmidt

#### Beste Gastdarstellerin in einer Comedyserie
Joan Cusack – Shameless
- Gaby Hoffmann – Girls
- Pamela Adlon – Louie
- Elizabeth Banks – Modern Family
- Christine Baranski – The Big Bang Theory
- Tina Fey – Unbreakable Kimmy Schmidt

#### Beste Regie bei einer Comedyserie
Jill Soloway – Transparent (Episode: Best New Girl)
- Louis C.K. – Louie (Episode: Sleepover)
- Mike Judge – Silicon Valley (Episode: Sand Hill Shuffle)
- Phil Lord & Chris Miller – The Last Man on Earth (Episode: Alive in Tucson)
- Armando Iannucci – Veep – Die Vizepräsidentin (Veep, Episode: Testimony)

#### Bestes Drehbuch bei einer Comedyserie
Simon Blackwell, Armando Iannucci & Tony Roche – Veep – Die Vizepräsidentin (Veep, Episode: Election Night)
- David Crane & Jeffrey Klarik – Episodes (Episode: Episode 409)
- Louis C.K. – Louie (Episode: Bobby’s House)
- Alec Berg – Silicon Valley (Episode: Two Days of the Condor)
- Will Forte – The Last Man on Earth (Episode: Alive in Tucson)
- [[Joey Soloway<Jill Soloway]] – Transparent (Episode: Pilot)

### Sparte Drama

#### Beste Dramaserie
Game of Thrones
- Better Call Saul
- Downton Abbey
- Homeland
- House of Cards
- Mad Men
- Orange Is the New Black

#### Bester Hauptdarsteller in einer Dramaserie
Jon Hamm – Mad Men
- Kyle Chandler – Bloodline
- Jeff Daniels – The Newsroom
- Bob Odenkirk – Better Call Saul
- Liev Schreiber – Ray Donovan
- Kevin Spacey – House of Cards

#### Beste Hauptdarstellerin in einer Dramaserie
Viola Davis – How to Get Away with Murder
- Claire Danes – Homeland
- Taraji P. Henson – Empire
- Tatiana Maslany – Orphan Black
- Elisabeth Moss – Mad Men
- Robin Wright – House of Cards

#### Bester Nebendarsteller in einer Dramaserie
Peter Dinklage – Game of Thrones
- Jonathan Banks – Better Call Saul
- Ben Mendelsohn – Bloodline
- Jim Carter – Downton Abbey
- Michael Kelly – House of Cards
- Alan Cumming – Good Wife (The Good Wife)

#### Beste Nebendarstellerin in einer Dramaserie
Uzo Aduba – Orange Is the New Black
- Joanne Froggatt – Downton Abbey
- Lena Headey – Game of Thrones
- Emilia Clarke – Game of Thrones
- Christina Hendricks – Mad Men
- Christine Baranski – Good Wife (The Good Wife)

#### Bester Gastdarsteller in einer Dramaserie
Reg E. Cathey – House of Cards
- Alan Alda – The Blacklist
- Michael J. Fox – Good Wife (The Good Wife)
- F. Murray Abraham – Homeland
- Beau Bridges – Masters of Sex
- Pablo Schreiber – Orange Is the New Black

#### Beste Gastdarstellerin in einer Dramaserie
Margo Martindale – The Americans
- Diana Rigg – Game of Thrones
- Rachel Brosnahan – House of Cards
- Cicely Tyson – How to Get Away with Murder
- Allison Janney – Masters of Sex
- Khandi Alexander – Scandal

#### Beste Regie bei einer Dramaserie
David Nutter – Game of Thrones (Episode: Mother’s Mercy)
- Tim Van Patten – Boardwalk Empire (Episode: Eldorado)
- Jeremy Podeswa – Game of Thrones (Episode: Unbowed, Unbent, Unbroken)
- Lesli Linka Glatter – Homeland (Episode: From A to B and Back Again)
- Steven Soderbergh – The Knick (Episode: Method and Madness)

#### Bestes Drehbuch bei einer Dramaserie
David Benioff & D. B. Weiss – Game of Thrones (Episode: Mother’s Mercy)
- Gordon Smith – Better Call Saul (Episode: Five-O)
- Matthew Weiner & Semi Chellas – Mad Men (Episode: Lost Horizon)
- Matthew Weiner – Mad Men (Episode: Person to Person)
- Joshua Brand – The Americans (Episode: Do Mail Robots Dream of Electric Sheep?)

### Sparte Miniserie bzw. Fernsehfilm

#### Beste Miniserie
Olive Kitteridge
- American Crime
- American Horror Story: Freak Show
- The Honourable Woman
- Wolf Hall

#### Bester Fernsehfilm
Bessie
- Agatha Christie’s Poirot – Vorhang (Curtain: Poirot’s Last Case)
- Grace of Monaco
- Hello Ladies: The Movie
- Killing Jesus
- Nightingale

#### Bester Hauptdarsteller in einer Miniserie oder einem Fernsehfilm
Richard Jenkins – Olive Kitteridge
- Timothy Hutton – American Crime
- Ricky Gervais – Derek: The Special
- Adrien Brody – Houdini
- David Oyelowo – Nightingale
- Mark Rylance – Wolf Hall

#### Beste Hauptdarstellerin in einer Miniserie oder einem Fernsehfilm
Frances McDormand – Olive Kitteridge
- Felicity Huffman – American Crime
- Jessica Lange – American Horror Story: Freak Show
- Queen Latifah – Bessie
- Maggie Gyllenhaal – The Honourable Woman
- Emma Thompson – Sweeney Todd: Live from Lincoln Center

#### Bester Nebendarsteller in einer Miniserie oder einem Fernsehfilm
Bill Murray – Olive Kitteridge
- Richard Cabral – American Crime
- Denis O’Hare – American Horror Story: Freak Show
- Finn Wittrock – American Horror Story: Freak Show
- Michael K. Williams – Bessie
- Damian Lewis – Wolf Hall

#### Beste Nebendarstellerin in einer Miniserie oder einem Fernsehfilm
Regina King – American Crime
- Sarah Paulson – American Horror Story: Freak Show
- Angela Bassett – American Horror Story: Freak Show
- Kathy Bates – American Horror Story: Freak Show
- Mo’Nique – Bessie
- Zoe Kazan – Olive Kitteridge

#### Beste Regie bei einer Miniserie oder einem Fernsehfilm
Lisa Cholodenko – Olive Kitteridge
- Ryan Murphy – American Horror Story: Freak Show (Episode: Monsters Among Us)
- Dee Rees – Bessie
- Uli Edel – Houdini
- Hugo Blick – The Honourable Woman
- Tom Shankland – The Missing
- Peter Kosminsky – Wolf Hall

#### Bestes Drehbuch bei einer Miniserie oder einem Fernsehfilm
Jane Anderson – Olive Kitteridge
- John Ridley – American Crime
- Dee Rees, Christopher Cleveland, Bettina Gilois & Horton Foote – Bessie
- Stephen Merchant, Gene Stupnitsky & Lee Eisenberg – Hello Ladies: The Movie
- Hugo Blick – The Honourable Woman
- Peter Straughan – Wolf Hall

### Weitere Kategorien (Auswahl)

#### Beste Varietésendung
The Daily Show with Jon Stewart (Comedy Central)
- Jimmy Kimmel Live!
- Last Week Tonight with John Oliver
- Late Show with David Letterman
- The Colbert Report
- The Tonight Show Starring Jimmy Fallon

#### Beste Kindersendung
Alan Alda And The Actor Within You: A YoungArts Masterclass
- Degrassi
- Hund mit Blog (Dog with a Blog)
- Das Leben und Riley (Girl Meets World)
- Nick News with Linda Ellerbee

#### Beste Animationsserie
Hinter der Gartenmauer (Over the Garden Wall)
- Archer
- Bob’s Burgers
- South Park
- Die Simpsons (The Simpsons)

#### Beste Reality-TV-Wettbewerbssendung
The Voice
- Dancing with the Stars
- Project Runway
- So You Think You Can Dance
- The Amazing Race
- Top Chef

#### Bester Moderator einer Reality- oder Reality-TV-Wettbewerbssendung
Jane Lynch – Hollywood Game Night
- Tom Bergeron – Dancing with the Stars
- Heidi Klum & Tim Gunn – Project Runway
- Cat Deeley – So You Think You Can Dance
- Anthony Bourdain – The Taste